# 胡蒂尔 (苏梅州)
50°51′54″N 34°27′1″E / 50.86500°N 34.45028°E
胡蒂尔（烏克蘭語：Хутір），2024年9月前名为五月一日村（烏克蘭語：Перше Травня），是位於烏克蘭東北部的村莊，由蘇梅州蘇梅區的米科拉伊夫卡镇级市镇負責管轄。該村處於蘇拉河源頭附近，距離馬爾基夫卡2公里，海拔高度153米，2001年人口12。
2024年9月19日，乌克兰最高拉达将此村的名字改为胡蒂尔。